# Työväen teatteri
Työväen teatteri, grundad 1899, var den äldsta arbetarteatern i Helsingfors. Den spelade i "Torpet" vid Georgsgatan. På grund av ekonomiska problem tvingades den upphöra, men återuppstod 1907 som Kansan näyttämö.